# Бекинешти (Дамбовица)
Бекинешти (рум. Bechinești) насеље је у Румунији у округу Дамбовица у општини Финта. Oпштина се налази на надморској висини од 151 m.

## Становништво
Према подацима из 2002. године у насељу је живело 707 становника, од којих су сви румунске националности.